# Vijfhoekige piramide
Een vijfhoekige piramide  is in de meetkunde een piramide met een vijfhoekige basis, waarop vijf driehoekige zijvlakken staan, die samenkomen in een hoekpunt, de vertex.
Een bijzondere vijfhoekige piramide is de regelmatige vijfhoekige piramide.  Dat is een van de johnsonlichamen en heeft een meetkundige naam: J2. Het heeft een regelmatige vijfhoek als basis, zijwaarts oplopende gelijkzijdige driehoeken als zijvlakken en is het duale veelvlak van zichzelf. Een regelmatige vijfhoekige piramide kan worden gezien als het deksel op een regelmatig twintigvlak, de rest van het twintigvlak vormt dan een verlengde gedraaide vijfhoekige piramide J11.
Er komen in de scheikunde moleculen voor met een pentagonaal piramidale moleculaire geometrie.
De 92 johnsonlichamen werden in 1966 door Norman Johnson benoemd en beschreven.